# چیشوویتسه
چیشوویتسه (به لهستانی:  Ciszowice) یک روستا در لهستان است که در گمینا خارشنگتسا واقع شده‌است. چیشوویتسه ۲۴۰ نفر جمعیت دارد.